# Eva Ganizate
Eva Ganizate est une soprano lyrique française, née à Boulogne-Billancourt le 4 janvier 1986 et morte dans un accident de circulation à La Belliole (Yonne) le 4 janvier 2014, à 28 ans,,, à l'aube d'une carrière prometteuse.

## Biographie
Eva Ganizate étudie à la Guildhall School of Music and Drama de Londres, à l'Opera Studio Nederland (Amsterdam, Pays-Bas), puis à la Chapelle musicale Reine Élisabeth (Waterloo, Belgique). Depuis 2012, elle avait rejoint la nouvelle Académie d'interprétation du Théâtre national de l'Opéra-Comique, à Paris, où elle commence par incarner Zénobie dans Ciboulette de Reynaldo Hahn (1923). Elle s'apprêtait également à se produire au Théâtre de la Monnaie de Bruxelles dans Les Mamelles de Tirésias de Francis Poulenc (1947), opéra-bouffe initialement produit en juin 2013 par le Festival d'Aix-en-Provence. Elle y figurait déjà dans le même rôle.
Elle se produisit en récital au Barbican Hall en pré-concert du London Symphony Orchestra, au Concertgebouw d’Amsterdam, à St Martin-in-the-Fields, au Wigmore Hall (Londres) et à la Salle Cortot (Paris).
En dehors de ces lieux bien connus, elle s'est fait connaître dans d'autres villes d'Europe : par exemple, au cours de l'année 2013, on a aussi pu l'entendre à Dortmund, Vérone, et à Tours avec l'Ensemble instrumental de Touraine.
En août puis en décembre 2012, elle incarne Pamina, dans La Flûte enchantée de Mozart (1791), aux Soirées lyriques de Gigondas puis au Théâtre du Ranelagh, à Paris. La même année, elle tient, entre autres, le rôle de Lisette dans La Rondine de Giacomo Puccini (à l'Opéra de Nancy). Elle a été invitée par le Festival de théâtre de Chichester et le Leicester Symphony Orchestra (Royaume-Uni). Elle a également été l'interprète de la cantate profane BWV 202, Weichet nur, betrübte Schatten, de J. S. Bach, au Centre lyrique d'Auvergne.
En matière d'opéra, son talent pour le théâtre l'a aussi amenée à tenir les rôles de Mimi (dans La Bohème, de Puccini), Donna Elvira (dans Don Giovanni, de Mozart), Eurydice (dans Orphée aux Enfers, d'Offenbach). Elle a tenu d'autres rôles dans La Vie parisienne, du même, La Cenerentola et Guillaume Tell de Rossini, L'Elisir d'Amore de Donizetti, L'isola disabitata de Joseph Haydn, etc.
Dans le domaine de l'oratorio et du concert, elle a chanté dans la Passion selon saint Jean de J. S. Bach, dans Le Messie de Haendel à la cathédrale de Canterbury, dans La Création de Haydn au Festival de Banbury, dans le Requiem de Mozart, dans Le Roi David d'Arthur Honegger, dans le Stabat Mater de Pergolèse, etc.
Au cours de l'année 2012, dix-huit de ses prestations scéniques sont dirigées par Ève Ruggieri au cours d'une tournée européenne.
Elle a également constitué un duo avec le pianiste Nathanaël Gouin.
En 2013, à l'occasion d'une intégrale des mélodies de Francis Poulenc, elle est l'interprète de ses Huit Chansons polonaises, pour une voix et piano. Ce cycle de mélodies (composé en 1934 sur des textes anonymes en français et en polonais) a été écrit pour une « voix moyenne » : l'étendue et le timbre de la voix de la jeune chanteuse, qui s'épanouissait dans l'aigu aussi bien que dans un registre plus grave, lui permirent donc parfaitement d'aborder ce répertoire.
En novembre 2013, à l’occasion du Music Chapel Festival « The Romantics », au Flagey, en Belgique, elle est remarquée dans l'oratorio Paulus de Felix Mendelssohn (1836) avec le Brussels Philharmonic, mais aussi avec l'Orchestre royal de chambre de Wallonie sous la direction d'Augustin Dumay.
En 2014, Eva Ganizate aurait dû reprendre le rôle de Micaëla dans Carmen de Bizet (1875), à Toulouse, et participer à la re-création du Dilettante d'Avignon, opéra-comique de Jacques-Fromental Halévy (1829), avec l'Orchestre régional Avignon-Provence, projet soutenu par le Palazetto Bru Zane de Venise.

### Mort
Le 4 janvier 2014, elle est percutée par une voiture,.

## Postérité
Un festival de musique (opéra et instrumental) a vu le jour en août 2014 à Saint-Benoît-du-Sault, dans l'Indre, portant le nom de Festival Eva Ganizate.

## Prix et récompenses
- Concours International d'Interprétation de la Mélodie Française de Toulouse 2013 : 1er prix
- Concours International de Chant de Marmande 2011 : prix du public, 2e prix "Mélodie française", 3e prix "Opéra"[16]
- Concours International d'Opérette de Marseille 2011 : 2e prix
- Concours International de chant de Clermont-Ferrand 2011 : lauréate - cantate de Bach
- John Warner Memorial Prize 2010
- Concours International de Chant de Mâcon 2010 : prix du public[17]